# Monumento às Bandeiras
O Monumento às Bandeiras é uma obra em homenagem aos Bandeirantes, que exploraram os sertões durante os séculos XVII e XVIII. Foi inaugurada em 25 de janeiro de 1953, fazendo parte das comemorações do IV Centenário da cidade de São Paulo. O Monumento está localizado no Parque do Ibirapuera, na área que compreende a Praça Armando de Salles Oliveira.
O Monumento às Bandeiras, do escultor Victor Brecheret, começou a ser desenhado ainda em 1920, quando o artista tinha apenas 26 anos de idade. Por conta de uma série de questões políticas do país, a obra só foi concretizada 33 anos depois, às vésperas do IV Centenário da capital paulista de 1954. Já com 58 anos, Victor Brecheret não quis esperar o ano seguinte e finalizou a obra no ano de 1953.
Sessenta e três anos após sua inauguração, o Monumento às Bandeiras está em ótimas condições apesar do desgaste natural comum de uma obra ao ar livre. Além das intempéries da natureza, a obra já passou por diferentes intervenções da população, principalmente através de pichações, o que de alguma forma prejudicou sua integridade. De qualquer forma, devido a seu material, a limpeza e manutenção da obra é feita sem grandes dificuldades, apesar das naturais despesas de recursos financeiros e de mão de obra, nessas específicas ocasiões.
Ao longo desses anos, a obra foi tomando outras formas no imaginário da população paulista. O vigor dos bandeirantes como colonizadores, é interpretado como estando refletido na força produtiva do Estado de São Paulo no cenário nacional.
A obra possui cerca de 11 metros de altura total por 8,40 metros de largura e 43,80 metros de profundidade, estando posicionada no eixo sudeste - noroeste, no sentido de entrada das bandeiras sertanistas em busca de terras no interior. Na face frontal do pedestal, um mapa do Brasil apresenta os percursos que os bandeirantes executaram pelo interior do país, desenhado pelo historiador catarinense Afonso de Taunay.

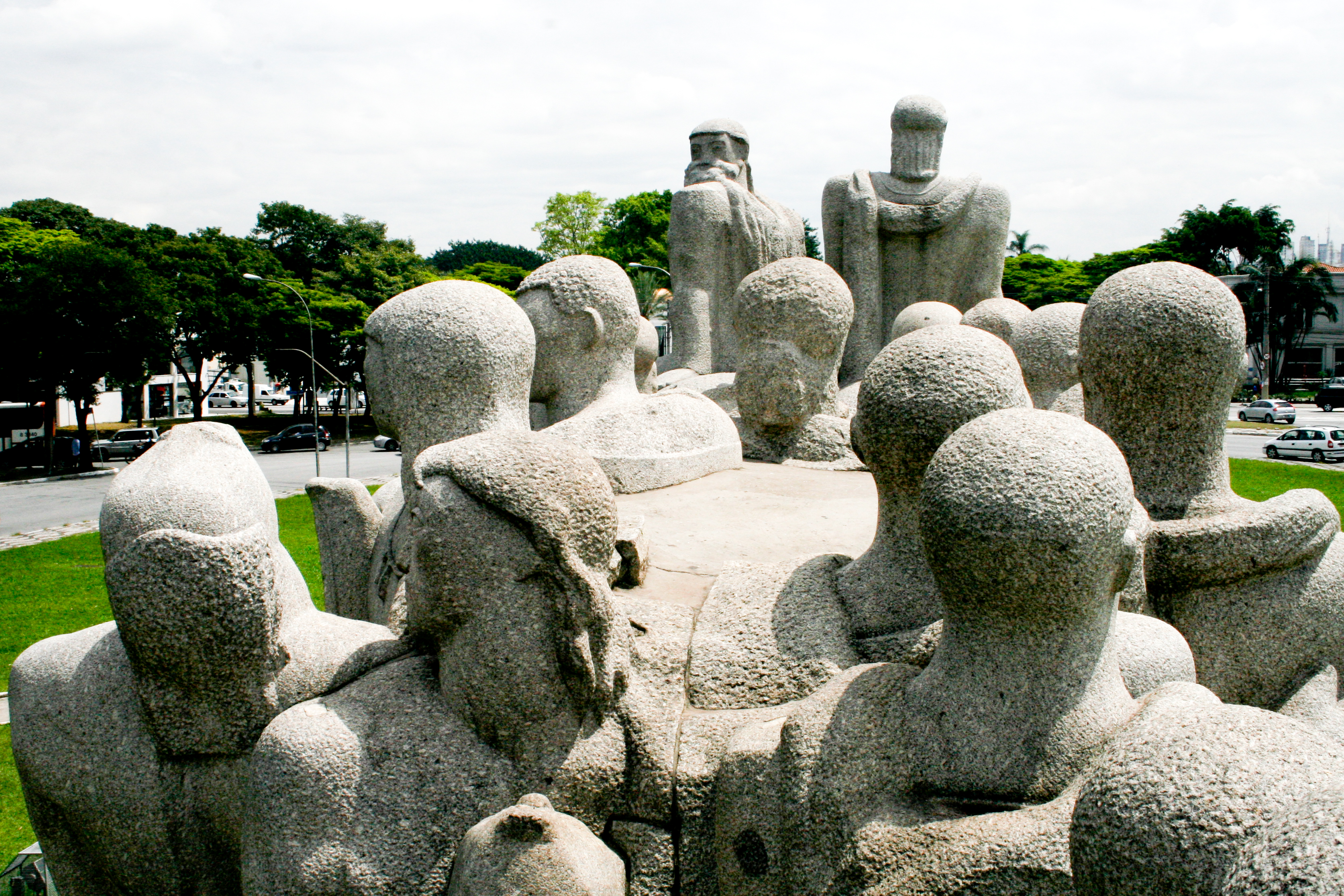
Monumento às Bandeiras

## História

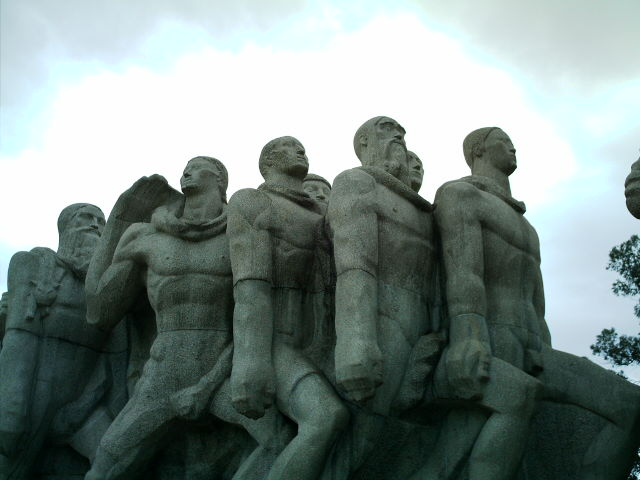
Monumento às Bandeiras

O referido escultor da obra, Victor Brecheret, foi um dos integrantes da Semana de Arte Moderna de 1922, o que justifica a concepção do monumento característica do período que antecedeu a Semana de 22. O primeiro esboço do Monumento às Bandeiras data de 1920, quando Victor expôs pela primeira vez a maquete desse monumento na Casa Byington, um importante espaço de fomento a arte da cidade de São Paulo. Na ocasião, uma série de homenagens estavam sendo planejadas para a comemoração da Independência, e a construção de um monumento em exaltação aos bandeirantes fez com que os modernistas se aproximassem de Victor Brecheret.
O projeto, quando apresentado, foi bem recebido pela mídia e pelos governantes, e causou estranheza no público devido a suas caraterísticas inovadoras. O então presidente Washington Luís fez a promessa de que o monumento se tornaria realidade. Mas a obra acabou sendo bastante adiada, e sua conclusão, por fim em 1953, trouxe a ela um caráter de exaltação a colonização do Estado de São Paulo, quando na década de 50 comemorava seu IV Centenário da capital paulista, mais especificamente em 1954.
Publicada pela Pontifícia Universidade Católica de São Paulo, a Revista Eletrônica de História Social da Cidade – O monumento e a cidade, A obra de Brecheret na dinâmica urbana traz uma reflexão sobre a exaltação aos Bandeirantes paulistas na época da inauguração da obra: “Naquele contexto, em que a cidade experimentava um desenvolvimento econômico expressivo e transformações urbanas, o bandeirante foi celebrado como personagem chave do imaginário regional apto a reforçar as velhas tradições”.

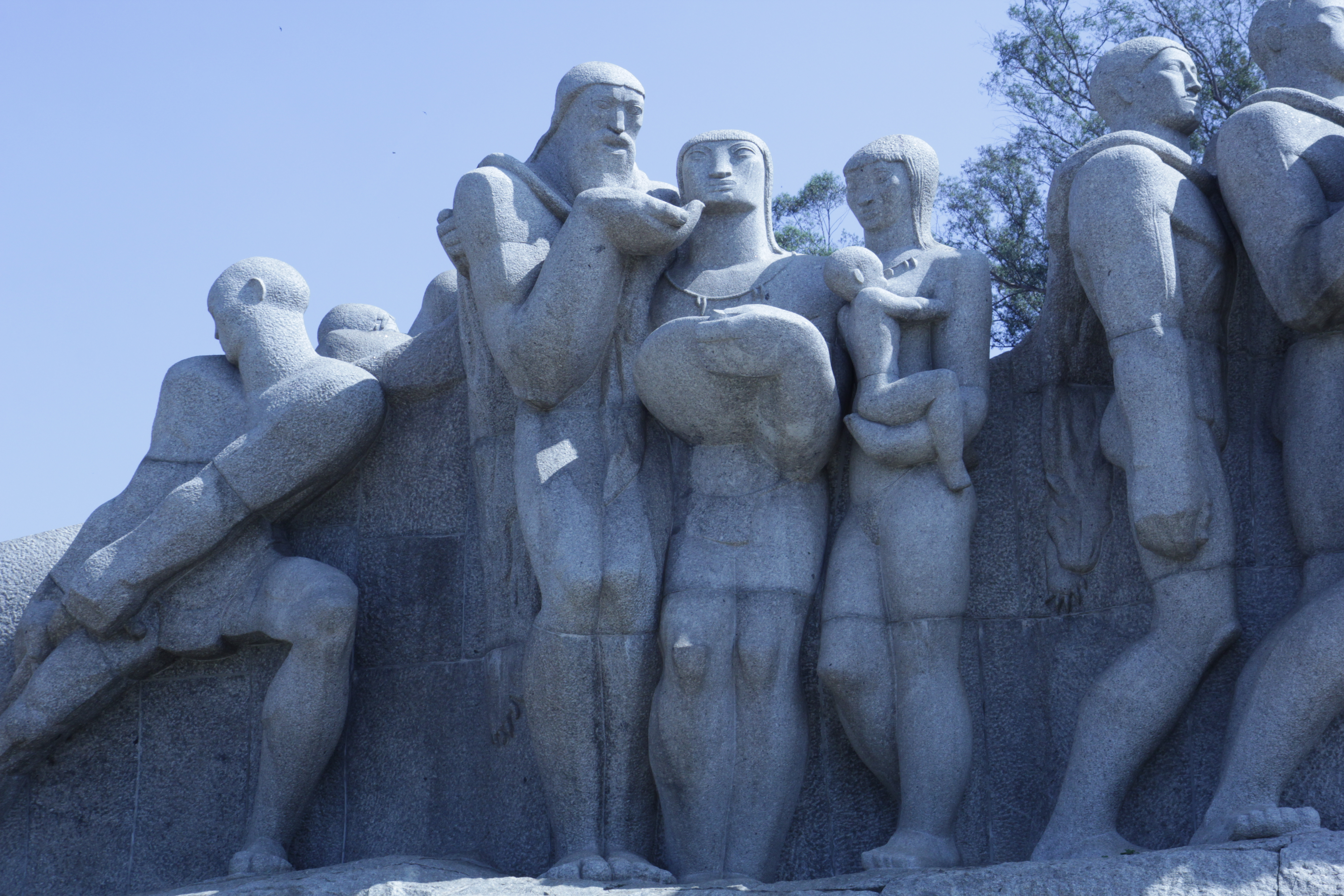
Família do Monumento às Bandeiras

Após a promessa de Washington Luís, o monumento levou 31 anos para ser entregue ao povo e consagrar a maior obra de Victor Brecheret. Nesse ínterim, Washington Luis foi deposto de seu cargo, em 1930, e o Brasil sofreu um Golpe de Estado em 1937, o qual colocou fim no período da República Velha, dando início ao chamado Estado Novo de Getúlio Vargas.

## Arquitetura
A obra possui cerca de 11 metros de altura total por 8,40 metros de largura e 43,80 metros de profundidade. Além disso, tem em sua composição 240 blocos de granito, pesando 50 toneladas cada.
O monumento está posicionado no eixo sudeste - noroeste, no sentido de entrada das bandeiras sertanistas em busca de terras no interior. Na face frontal do pedestal, um mapa do Brasil apresenta os percursos que os bandeirantes executaram pelo interior do país, desenhado por Affonso de E. Taunay.

## Nome popular
Uma lenda urbana muito conhecida a respeito do monumento, popularmente chamado de Empurra-empurra ou Deixa-Que-Eu-Empurro, refere-se ao fato da embarcação nunca sair do lugar, a despeito do contingente que supostamente a puxa. A "resposta" estaria no fato de que as figuras à frente da comitiva não estariam, realmente, tentando mover a canoa, pois as correias estão visivelmente frouxas, como se pode notar no detalhe da foto. A única figura que realmente estaria esforçando-se é a última, a empurrar o barco.

## Tombamento
O Processo de Tombamento do Monumento às Bandeiras teve início no dia 8 de junho de 1984, trinta e um anos após o término da obra pelo escultor ítalo-brasileiro Victor Brecheret, 1953.
No documento entregue à Secretaria de Cultura do Estado de São Paulo, pelo então interessado Egydio Torrezani, escultor e residente no bairro da Mooca, o bem apresenta condições quase perfeitas. No pedido, Egydio Torrezani busca amparo no Artigo 180, da Constituição Federal de 1967 que em seu Parágrafo Único determina que é dever do Estado dar amparo à cultura.

## Depredação

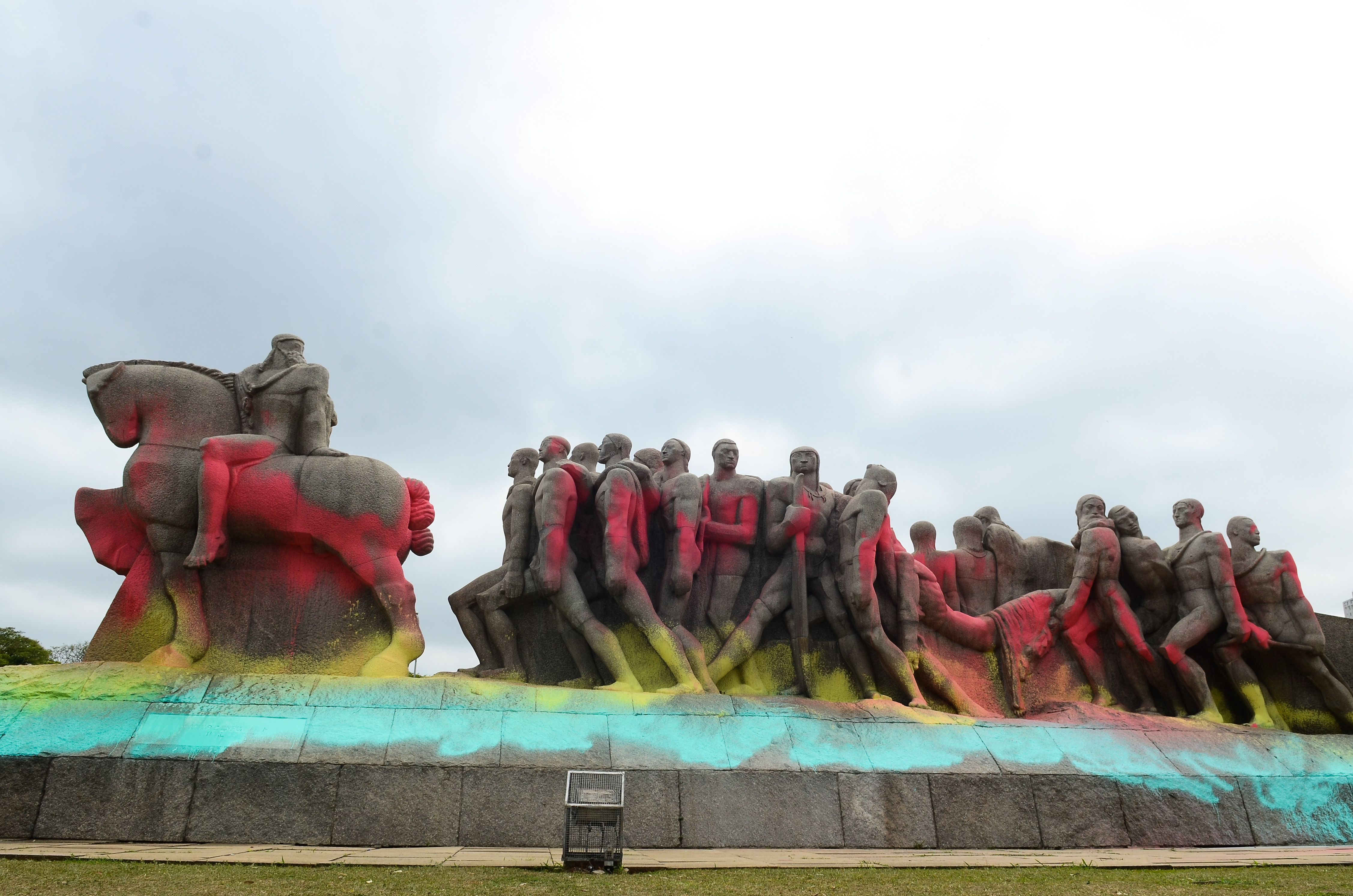
Monumento às Bandeiras pichado

No segundo semestre de 2016, o Monumento às Bandeiras e a Estátua de Borba Gato apareceram pichadas, como se tivessem sido banhadas de tintas coloridas por toda parte. As câmeras da região mostraram um casal, carregando um carrinho que estava situado o compressor de jato de tinta, eles agiram rapidamente para que não fossem flagrados. A cidade de São Paulo amanheceu surpreendida com a notícia que rodou as manchetes dos jornais, pois um dos monumentos mais importantes da cidade foi depredado por seus próprios cidadãos. Funcionários da Prefeitura de São Paulo começaram a agir na limpeza do monumento logo nas primeiras horas do dia, fazendo com que ele voltasse a ser como antes.

## Controvérsias
O monumento tem sido alvo de críticas controversas sobre sua existência como um símbolo escravagista, e de massacre ao povo indígena durante o período colonial. Outro ponto de controvérsia é o alto custo de um dia de limpeza do monumento após pichações.